# 메르세데스-벤츠 OM616 엔진
메르세데스-벤츠 OM616 엔진(영어: Mercedes-Benz OM616 engine)은 1970년대와 1980년대에 사용된 메르세데스-벤츠의 디젤 자동차 4기통 직렬 엔진으로, 1980년대부터 현재까지 인도의 포스 모터스에서 생산되었다.